# Karol Szymanowski
Karol Maciej Szymanowski (3 de octubre de 1882-29 de marzo de 1937) fue un compositor y pianista polaco.

## Biografía
Nació en Tymoszówka, entonces en la gobernación de Kiev del Imperio ruso y actualmente en la óblast de Cherkasy de Ucrania. Recibió sus primeras clases de música de su padre antes de asistir (a partir de 1892) a la Escuela de Música de Gustav Neuhaus (el padre de Heinrich Neuhaus) en Elisavetgrado, y desde 1901, al Conservatorio de Varsovia, del cual fue director después en 1926, hasta su retiro en 1930. Las oportunidades musicales en Polonia en ese entonces eran bastante limitadas, por lo que viajó ampliamente por Europa, África del norte, Oriente Medio y los Estados Unidos. Estos viajes, especialmente aquellos por el área mediterránea, le dieron mucha inspiración al compositor. 
Entre los frutos de estos viajes no están solamente obras musicales, sino poesía y su novela Efebos, partes de la cual se perdieron posteriormente en un incendio en 1939, aunque no la parte principal, que fue traducida por él al ruso y regalada en 1919 a Borís Kojnó, su amante. Escribiendo acerca de esta, Szymanowski dijo: 

En ella expresé mucho, quizá todo lo que tengo que decir en esta materia, que es para mí muy importante y muy hermosa.

Murió en un sanatorio en Lausana (Suiza), de tuberculosis.

## Aporte

Casa de Karol Szymanowski en Zakopane.

Museo de Karol Szymanowski en la escuela de Tymoshivka (Ucrania).

Szymanowski estuvo influido por la música de Richard Strauss, Max Reger, Aleksandr Skriabin y el impresionismo de Claude Debussy y Maurice Ravel. También tuvo mucha influencia de su paisano Frédéric Chopin y de la música popular polaca, y, como Chopin, escribió varias mazurcas para piano (la mazurca es una danza popular polaca). Fue influido específicamente por la música popular montañesa polaca, que descubrió en Zakopane en las montañas meridionales de Tatra, escribiendo incluso en un artículo titulado Sobre la música de Górale: 

Mi descubrimiento de la esencial belleza de la música, danza y arquitectura de Górale (montañés polaco) es muy personal; mucha de esta belleza la he absorbido íntimamente en mi alma.
Samson (1977, p. 97)

se toca con dos violines y un bajo de cuerda […] tiene características 'exóticas' únicas, muy disonantes y con fascinantes efectos heterofónicos.
Samson (1977, p. 200)

Las obras orquestales más conocidas de Szymanowski son sus cuatro sinfonías (la n.º 3, Canción de la noche para coro y tenor solista y la n.º 4, Sinfonía concertante, con piano solista) y sus dos conciertos para violín. Entre sus obras escénicas están el ballet Harnasie y las óperas Hagith y Rey Roger. Escribió mucha música para piano, entre ella los cuatro estudios, op. 4 (de la que la n.º 3 quizás sea su obra más popular), muchas mazurcas y sus Métopes. Entre otras obras están los Tres mitos para violín y piano, varias canciones (algunas con textos de James Joyce) y su Stabat mater. 

Szymanowski no adoptó ningún alternativa minuciosa a la organización tonal... las tensiones armónicas y las distensiones y el fraseo melódico tienen claros orígenes en procedimientos tonales, pero... un marco de base tonal está casi o totalmente disuelto.
Samson (1977, p. 131)